# Batracomorphus beninensis
Batracomorphus beninensis är en insektsart som beskrevs av Quartau 1981. Batracomorphus beninensis ingår i släktet Batracomorphus och familjen dvärgstritar. Inga underarter finns listade i Catalogue of Life.